# Gérald Leblanc
Pour les articles homonymes, voir Leblanc.
Gérald Leblanc est un poète acadien, né le 25 septembre 1945 à Bouctouche au Nouveau-Brunswick (Canada), mort le 30 mai 2005 à Moncton où il habitait depuis ses études en 1971.

## Biographie
Gérald Leblanc naît le 25 septembre 1945 à Bouctouche, au Sud-Est du Nouveau-Brunswick. Il suit sa famille à Saint-Jean alors qu'il a 14 ans et il termine donc son secondaire à l'école anglophone St. Malachy's. Après avoir occupé quelques petits emplois, il entre en 1971 à l'Université de Moncton, une institution francophone. Il abandonne ses études après un peu plus d'une année. Il s'intègre toutefois dans le milieu culturel de la ville, dont il devient le chantre. Acadien et nord-américain, Gérald Leblanc poursuit sa recherche des racines de son identité acadienne.
L'unique numéro de la revue Emma publie quelques-uns de ses poèmes en 1976, lui donnant une certaine notoriété. Il est également le principal parolier du groupe 1755, alors au sommet de sa popularité, et on lui doit des succès comme Le Monde qu'on connait, Rue Dufferin, Le Monde a bien changé, Je chante pour toi et Kouchibouguac. Il écrit aussi les paroles de la chanson Les Matins habitables, sur l'album du même nom de Marie-Jo Thério.
Engagé en littérature, il travaille sur tous les fronts à stimuler et à faire connaître les auteurs de la culture d’Acadie. Il est également l'auteur, avec Claude Beausoleil, d'une anthologie de la poésie acadienne. Il est parolier pour le groupe de musique acadien 1755. Il participe à la fondation des Éditions Perce-Neige en 1981. En 1991, il est de l’équipe qui relance la maison d’édition qui avait cessé de publier pendant trois ans. C’est à partir de ce moment qu’il devient directeur littéraire de la maison d’édition, un poste qu’il occupe jusqu’en mars 2005.
Il termine son premier recueil de poésie, Comme un otage du quotidien, en 1981. Il reprend de manière adoucie la nomination du pays. Dans une langue généralement normative mais avec des éléments de chiac, il jette les bases de son œuvre à venir : l'Acadie de Moncton, l'amour, l'amitié, les écrivains acadiens, ses amis et la musique. Géographie de la nuit rouge (1984) bouleverse la littérature acadienne par sa force, son sujet et sa précision. L'auteur célèbre l'absolu de l'amour dans Lieux transitoires (1986) et en profite pour affirmer son homosexualité.
L'Extrême frontière regroupe ses textes de 1972 à 1988, incluant ceux publiés dans la revue Emma. Cinq autres recueils sont publiés par la suite. Les Matins habitables (1991) allie l'écriture à l'amour et Complaintes du continent (1993) entreprend la quête du pays, devenu intérieur selon lui. Éloge du chiac (1995) regroupe l'ensemble de ses préoccupations. Cet éloge est destiné non pas au chiac mais à la persistance et à la persévérance dans la quête du pays. Son écriture devient plus intime et introspective dans Je n'en connais pas la fin (1999) et Le Plus clair du temps (2001). 
En 1993, la Direction des arts du gouvernement du Nouveau-Brunswick lui décerne le Prix Pascal-Poirier pour l’ensemble de son œuvre. Outre son travail d’écrivain, il est souvent invité à donner des lectures et des conférences sur la poésie acadienne un peu partout au Québec, au Canada, aux États-Unis et en Europe.
Gérald Leblanc meurt d'un cancer le 30 mai 2005. Le recueil Poèmes new-yorkais est publié à titre posthume en 2006. Il adorait cette ville et le recueil reprend des thèmes qui lui sont chers, soit l'amour et la musique.

## Œuvre

### Lettres
- Lettres à mon ami américain 1967-2003: édition annotée préparée par Benoit Doyon-Gosselin, Sudbury, Éditions Prise de parole, 2018 (postmortem)

### Poésie
- Poèmes new-yorkais suivi de Lettres new-yorkaises, poèmes 1972-1988, lettres 1993-1994, Sudbury, Éditions Prise de parole, 2021 (postmortem)
- L’extrême frontière, poèmes 1972-1988, Sudbury, Éditions Prise de parole, 2015 (postmortem)
- Éloge du chiac, Moncton, Éditions Perce-Neige, 2015 (postmortem)
- Complaintes du continent, Moncton, Éditions Perce-Neige, 2014 (postmortem)
- Poèmes new-yorkais, Moncton, Éditions Perce-Neige, 2006 (postmortem)
- Techgnose, Moncton, Éditions Perce-Neige, 2004
- Géomancie, Ottawa, Éditions l’Interligne, 2003
- Le plus clair du temps, Moncton, Éditions Perce-Neige, 2001
- Je n’en connais pas la fin, Moncton, Éditions Perce-Neige, 1999
- Méditations sur le désir, livre d’artiste en collaboration avec Guy Duguay, h.c., 1996
- Éloge du chiac, Moncton, Éditions Perce-Neige, 1995
- Complaintes du continent, Moncton/Trois-Rivières, Éditions Perce-Neige/Écrits des forges, 1993
- De la rue, la mémoire, la musique, Montréal, Lèvres urbaines no. 24, 1993
- L'événement Rimbaud, avec Herménégilde Chiasson et Claude Beausoleil, Moncton/Trois-Rivières, Éditions Perce-Neige/Écrits des forges, 1991
- Les matins habitables, Moncton, Éditions Perce-Neige, 1991
- L’extrême frontière, Moncton, Éditions d’Acadie, 1988
- Lieux transitoires, Moncton, Michel Henry Éditeur, 1986

- Précis d’intensité, avec Herménégilde Chiasson, Montréal, Lèvres urbaines no. 12, 1985

- Géographie de la nuit rouge, Moncton, Éditions d’Acadie, 1984
- Comme un otage du quotidien, Moncton, Éditions Perce-Neige, 1981

### Traduction
- Amazon Angel, traduction du roman Ange amazone de Yolande Villemaire, Guernica, Toronto, 1993

### Roman
- Moncton Mantra, préface de Herménégilde Chiasson, Sudbury, Éditions Prise de parole, [2012] 2008 (postmortem)
- Moncton Mantra, traduction en anglais par Jo-Anne Elder, Toronto, Guernica, 2001
- Moncton Mantra, Moncton, Éditions Perce-Neige, 1997

### Essai
- La poésie acadienne, en collaboration avec Claude Beausoleil (sélection et présentation), Moncton/Trois-Rivières, Éditions Perce-Neige/Écrits des forges, 1999
- La poésie acadienne 1948-1988, en collaboration avec Claude Beausoleil (sélection et présentation), Trois-Rivières/Paris, Écrits des Forges/Le Castor Astral, 1988

### Théâtre
- Et moi !, texte pour le Département d’art dramatique de l’Université de Moncton, avec trois autres auteurs acadiens : Gracia Couturier, France Daigle et Herménégilde Chiasson, 1999
- Les sentiers de l’espoir, texte pour le Théâtre l'Escaouette, 1983
- Sus la job avec Alyre, texte pour le comédien Bernard LeBlanc, 1982

### Textes radiophoniques
- L’été saison des retours, texte d’une demi-heure, réseau FM de Radio-Canada, 1989
- Pascal Poirier, texte d’une heure, réseau FM de Radio-Canada, 1982

### Publications (articles, critiques et poèmes) dans les revues et les journaux
Éloizes (Moncton) ; 
Emma (Moncton) ;
Pleins feux (Moncton) ; 
Le Journal (Moncton) ; Vallium (Moncton) ; 
Ven’d’est (Petit Rocher) ; 
Lèvres urbaines (Montréal) ; 
Le Devoir (Montréal) ; 
Estuaire (Montréal) ; 
Le Sabord (Trois-Rivières) ; 
Liberté (Montréal) ; 
Ellipse (Sherbrooke) ; 
Liaison (Ontario) ; 
Parallélogramme (Toronto) ; 
Intervention à haute voix (France) ; 
Cahier bleu (France) ; 
Jungle (France) ; 
Europe (France) ; 
Mensuel 25 (Belgique) ; 
Textual (Mexique) ; etc. 
Ses textes ont été traduits en anglais, espagnol, italien, chinois, tchèque et slovaque.

## Prix littéraires
- Prix littéraire de la Ville Moncton, pour "L’extrême frontière", lors des Célébrations du Centenaire de la Ville, 1990
- Prix Pascal Poirier, du Gouvernement du Nouveau-Brunswick pour l’ensemble de son œuvre 1993
- 1993 - Prix de poésie Terrasses Saint-Sulpice, pour "Complaintes du continent",

## Invitations
À titre de poète et conférencier, il a été invité dans plusieurs pays : au Canada (Vancouver, Winnipeg, Toronto, Montréal et Halifax, entre autres) ; aux États-Unis (New York, Providence et La Nouvelle-Orléans) ; en France (Paris, La Rochelle, Caen, Grenoble, Lyon, Poitiers) ; en Belgique (Bruxelles, Namur, Liège) ; en République du Congo (Kinshasa) ; au Mexique (Mexico) ; en République tchèque (Prague) ; en Slovaquie (Bratislava) ; en Suisse (Delémont)…